# Кассини, Джованни Доменико
Джова́нни Доме́нико Касси́ни (итал. Giovanni Domenico Cassini, фр. Jean-Dominique Cassini; 8 июня 1625 — 14 сентября 1712) — итальянский и французский астроном и инженер.

## Биография
Родился в Перинальдо, образование получил в иезуитском коллегиуме в Генуе и в аббатстве Сан-Фруктуозо. В 1644—1650 годах работал в обсерватории маркиза Мальвазиа в Панцано близ Болоньи, где продолжил астрономическое образование под руководством Дж. Б. Риччоли и Ф. М. Гримальди. В 1650—1669 годах — профессор астрономии в Болонском университете. Это место Кассини получил по протекции маркиза Бисмантова. В 1669 году он переселился во Францию, где в 1671 году стал директором только что созданной (1667) по указу Людовика XIV Парижской обсерватории и оставался на посту директора до конца жизни. Обсерватория имела в своём распоряжении мощный для того времени 150-кратный телескоп.

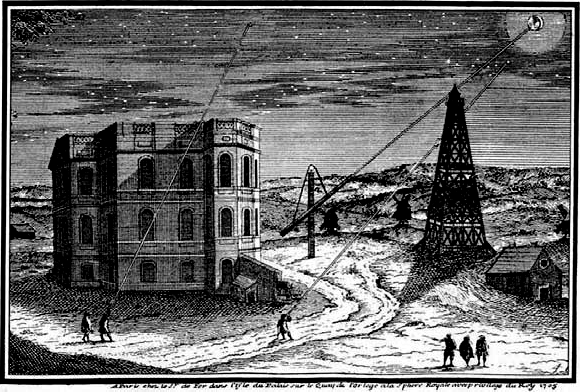
Парижская обсерватория в XVIII веке

В историю астрономии вошёл как талантливый наблюдатель. В Италии выполнил многочисленные позиционные наблюдения Солнца с меридианным инструментом и на основании этих наблюдений составил новые солнечные таблицы, опубликованные в 1662 году. Создал первую точную теорию атмосферной рефракции, основанную на законе синуса. В Болонье, в 1665 году Кассини впервые наблюдал Большое красное пятно Юпитера. В Париже он открыл четыре спутника Сатурна (Япет, Рея, Тефия, Диона), которые в честь короля назвал «звёздами Людовика» (Sidera Lodoicea). В 1675 году обнаружил щель в кольцах Сатурна («щель Кассини»). Доказал осевое вращение Юпитера и Сатурна, отметив при этом неравномерное вращение атмосферы Юпитера на разных широтах.
В 1671 году наблюдал белое парящее облако над Луной. На протяжении 1671—1679 годов наблюдал детали лунной поверхности и в 1679 году составил большую карту Луны.
В 1672 году одновременно с Жаном Рише в Французской Гвиане Кассини в Париже проводил наблюдения Марса. По параллаксу Марса удалось впервые вычислить расстояние до этой планеты. Исходя из этих измерений, Кассини сумел с хорошей точностью определить расстояние от Земли до Солнца: 146 млн км (по современным данным — 149,6 млн км).
В 1683 году Кассини дал первое научное описание явления зодиакального света, предложив гипотезу, объясняющую его рассеянием солнечного света на линзообразном скоплении частиц пыли, лежащего в плоскости эклиптики; эта гипотеза является в настоящее время общепринятой.
Руководил экспедиционными работами по измерению дуги меридиана на территории Франции. На основании этих измерений пришёл к неправильному заключению, что длина одного градуса меридиана уменьшается к северу, то есть Земля должна быть вытянутым у полюсов сфероидом. (Лишь последующие экспедиции П. Бугера, Л. Годена и Ш. М. ла Кондамина в Перу в 1735—1743 годах и П. Л. М. Мопертюи в Лапландию в 1736—1737 годах разрешили окончательно вопрос о фигуре Земли.)
Кассини заметил (1672), что предсказанные им моменты затмений спутника Юпитера Ио постоянно отклонялись от наблюдаемых в пределах 22 минут. Причину этого открыл коллега Кассини по Парижской обсерватории Олаф Рёмер: наибольшие отклонения происходили тогда, когда Земля и Юпитер находились по разные стороны Солнца, поэтому Рёмер предположил, что скорость света конечна, и диаметр земной орбиты свет проходит за 22 минуты, откуда он получил первую оценку скорости света: около 220 000 км/с (по современным данным: ≈ 299 792 км/с). Кассини, однако, не поддержал гипотезу Рёмера, и она была окончательно признана только спустя полвека, с открытием аберрации.
Очень часто придерживался устарелых физических концепций — был противником теории всемирного тяготения, его коперниканство было ограниченным, он предлагал заменить эллипсы Кеплера кривыми четвёртого порядка (овалами Кассини), считал, что Рёмер неправильно объясняет наблюдаемую неравномерность движения спутников Юпитера конечностью скорости света. Ошибочными были и его взгляды на природу комет.
В базилике Сан-Петронио в Болонье сохранился так называемый «меридиан Кассини» (La meridiana di Cassini) — линия, прочерченная на полу храма, на которой можно наблюдать движение солнечного луча, проникающего через отверстие в перекрытии церкви. Это движение указывает даты зимнего и летнего солнцестояния. На основании своих наблюдений Кассини составил новые солнечные таблицы, опубликованные в 1662 году. Похожий гномон («Великий меридиан») Кассини создал в 1700 году в римской церкви Санта-Мария-дельи-Анджели-э-дей-Мартири.

## Названы в честь Джованни Кассини
- Кратер Кассини на Луне;
- Кратер Кассини на Марсе;
- Тёмная область Кассини на Япете;
- Щель Кассини — промежуток в кольцах Сатурна;
- Астероид 24101 Кассини;
- Кассини-Гюйгенс, экспедиция для исследования Сатурна и его спутников (см. также Кассини (КА));
- Овал Кассини (математическая кривая).
- Законы Кассини  (Cassini's laws[англ.])
- Кассини (космический аппарат)

## Видео
- Великие открытия Кассини [История Астрономии]//  https://www.youtube.com/watch?v=JfUu05l56tM